# 250 West 55th Street
Il 250 West 55th Street è un grattacielo ad uso commerciale situato a New York.

## Descrizione
Progettato dalla Skidmore, Owings & Merrill insieme alla Arup, è stato costruito tra il 2008 e il 2013 ed è alto 184 metri e con 40 piani. È il cent'ottavo edificio più alto della città.